# 에리다누스자리 엡실론 c
에리다누스자리 엡실론 c는 지구에서 에리다누스자리 방향으로 약 10 광년 떨어진 에리다누스자리 엡실론을 도는 것으로 추측되는, 그 존재가 아직 검증되지 않은 외계 행성이다.
2002년 앨리스 퀼렌과 스테판 손다이크가 항성 주위의 먼지 원반 구조를 분석하는 과정에서 행성의 존재를 주장했다. 이들은 에리다누스 엡실론 주위 먼지 원반에 보이는 덩어리 구조를 관측하였는데, 항성을 찌그러진 궤도를 그리며 공전하는 미지의 행성과 궤도공명을 일으켜서 생긴 것으로 보았다. 이들은 이 미지의 행성을 먼저 발견된 에리다누스자리 엡실론 b에 이어 c로 명명했다. 그러나 2008년 기준으로 이 행성의 존재는 미확인 상태로 분류되어 있다.

## 같이 보기
- 에리다누스자리 엡실론 b
- 확인되지 않은 외계 행성 목록

## 참고 문헌
1. ↑  Quillen & Thorndike (2002년 10월 25일). “Small Planet Spotted About Epsilon Eridani”. 《Space Daily》.